# François Coty
François Coty (Ajaccio, 1874. május 3. – Louveciennes, 1934. július 25.) (eredeti nevén Joseph Marie François Spoturno) francia parfümgyáros, politikus és laptulajdonos.